# Wilhelm Johann Pollak

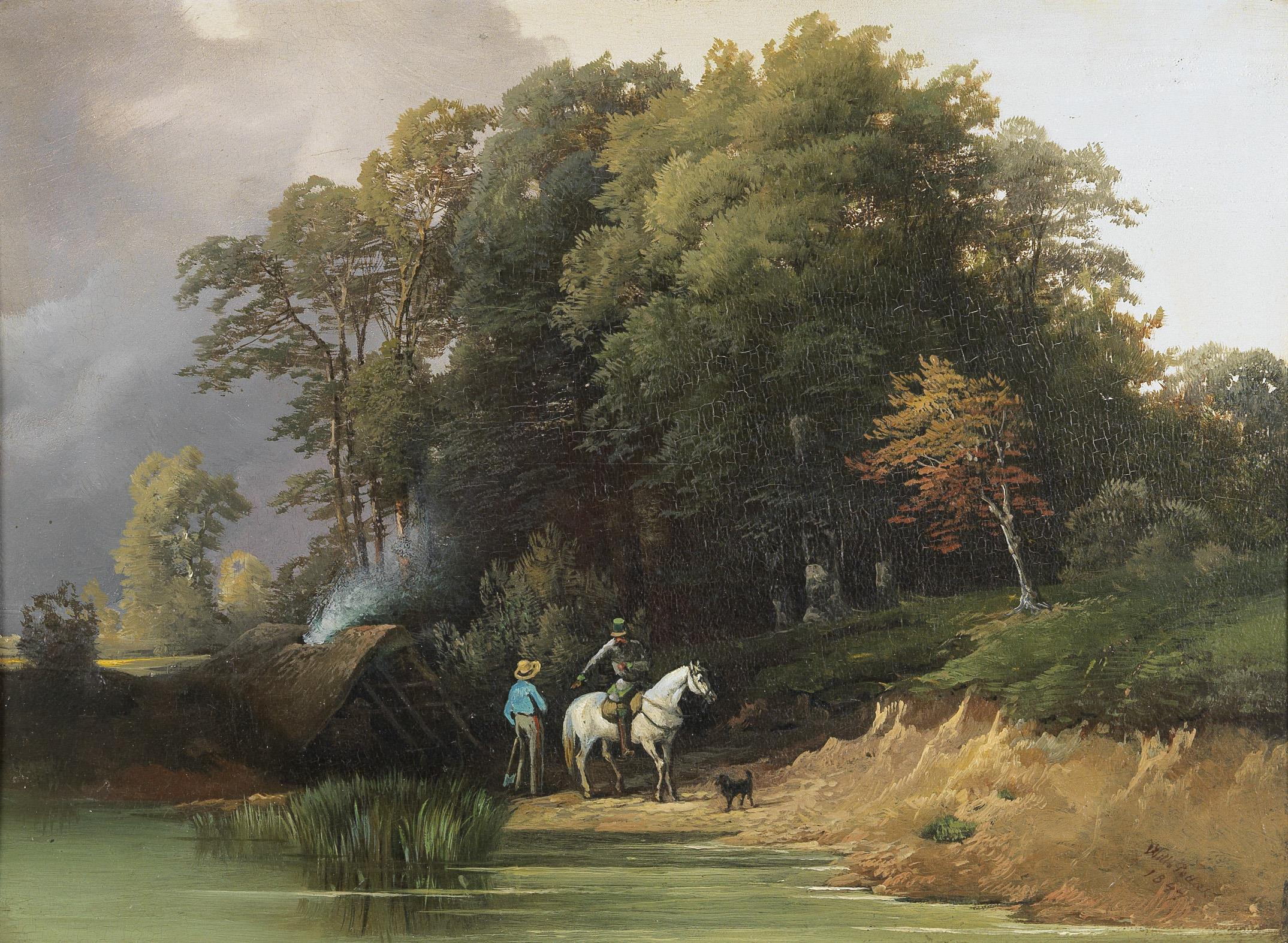
Der Postbote beim Köhler

Wilhelm Johann Pollak (* 9. Juni 1802 in Wien; † 5. Februar 1860 ebenda) war ein österreichischer Landschaftsmaler.

## Leben
Pollak war der Sohn eines Apothekers und ein Schwager der Maler Friedrich Gauermann und Joseph Höger. Ihrem Beispiel folgend, begann Pollak als Autodidakt zu malen. Er nahm bereits 1826 an einer Ausstellung der Akademie der bildenden Künste Wien im Sankt Annahof teil. Im Zeitraum 1826/1827 studierte er an der Wiener Akademie in Historien- und Zeichnenklassen. Nach dem Studium war er in Wien als freischaffender Landschaftsmaler tätig. Manchmal half Gauermann bei den Staffagen in Pollaks Landschaftsbildern. Auf Studienreisen besuchte er Niederösterreich, die Steiermark, das Salzkammergut sowie Italien. Von 1833 bis 1846 wohnte er in Lundenburg, wo er auch als Apotheker tätig war, von 1849 bis 1850 in Krems an der Donau, die letzten Lebensjahre verbrachte er in Wien. Von 1840 bis 1859 stellte Pollak bei der Wiener Akademie zu St. Anna,  von 1850 bis 1854 auch im Künstlerhaus Wien aus.